# Iglesia de San Olaf (Tallin)

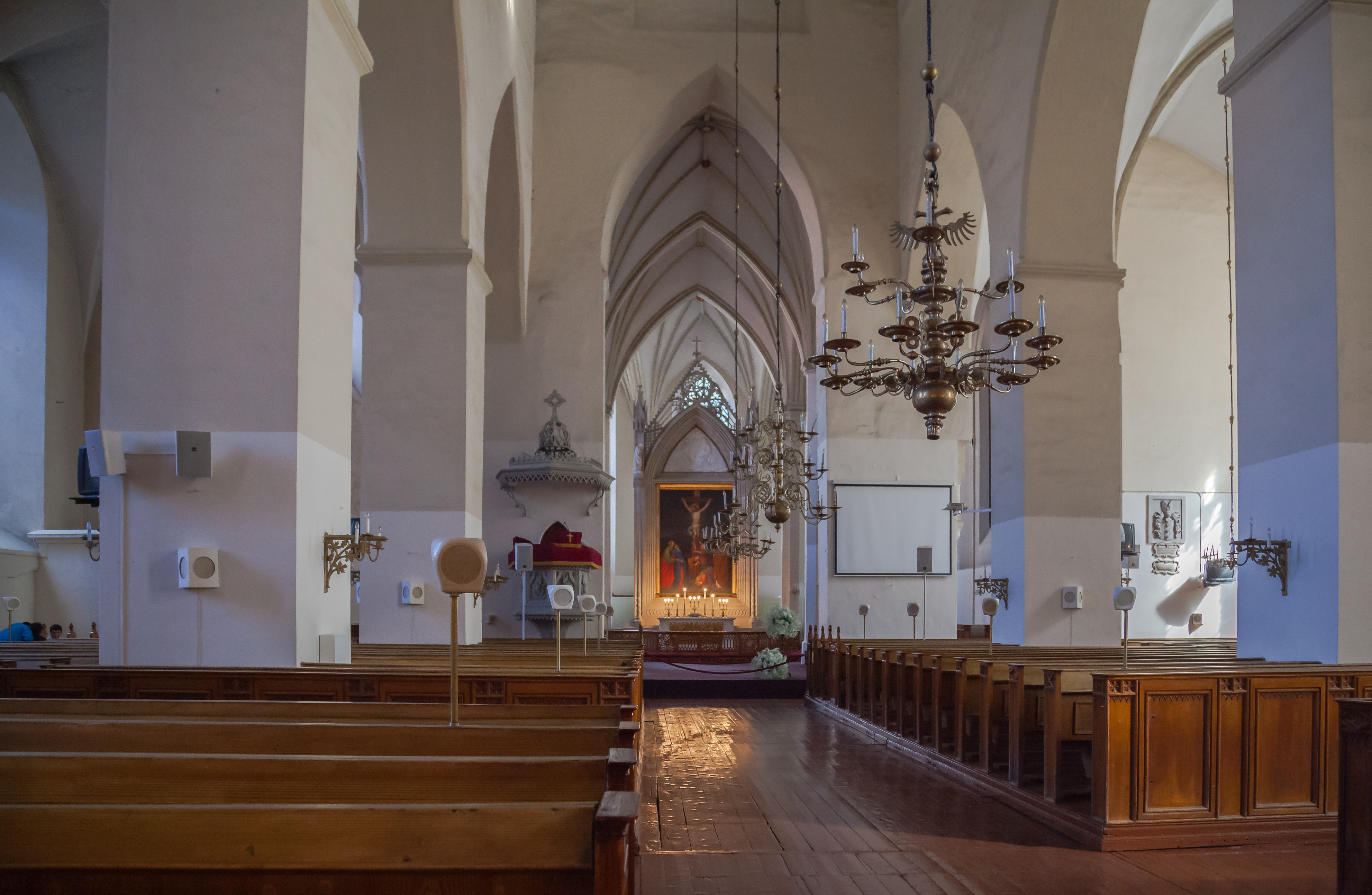
Vista de la nave principal.

La iglesia de San Olaf (en estonio: Oleviste kirik) se localiza en Tallin, Estonia, se cree que fue construida en el siglo XII y que fue el centro de la vieja comunidad escandinava de Tallin antes de que Dinamarca conquistara la ciudad en 1219. Su nombre fue puesto en honor al rey Olaf II de Noruega (también conocido como San Olaf, 995-1030). 

## Historia
Los primeros registros escritos conocidos que se refieren a la iglesia se remontan a 1267, y fue ampliamente reconstruida durante el siglo XIV.
En sus orígenes, San Olaf era parte de la tradición occidental de la cristiandad unida, cuyo sistema de gobierno continúa hoy en la Iglesia católica. Sin embargo, desde la época de la Reforma protestante, la iglesia ha sido parte de la tradición luterana. Con el tiempo San Olaf se convirtió en una iglesia bautista en 1950. La congregación Bautista permanece hoy en San Olaf.
Su torre posee una altura de 124 metros, se cree que su primera construcción se realizó en el siglo XII, pero lo cierto es que solo existen referencias escritas del templo a partir de 1264. En el siglo XIV fue ampliamente reconstruida.
Su altura ha variado a lo largo de los siglos ya que se ha incendiado en tres ocasiones, y en muchas más ha sido restaurada. Desde 1549 hasta 1625 fue el edificio más alto del mundo. Con 159 metros de altura. Hoy día solo alcanza los 123 metros. Posiblemente la causa de la construcción de un edificio tan alto tenga que ver con la necesidad de poseer un símbolo que identificara la ciudad y que se pudiese divisar desde el mar, en una época en el que el comercio era tan importante para la ciudad.  
Durante la ocupación soviética la torre de la iglesia fue utilizada por el KGB como punto de vigilancia.

## Leyenda
Existe una leyenda alrededor de la construcción de este edificio; los ciudadanos de Tallin querían construir la iglesia más alta del mundo pero al haber una maldición que aseguraba la muerte de aquel que terminase su construcción nadie estaba dispuesto a realizar el trabajo. Apareció entonces un desconocido que pidió una elevada cantidad de dinero para hacerlo, al no poder la ciudad pagar esta suma el extranjero propuso el siguiente reto, si averiguaban su nombre este les perdonaría la deuda. Para esto los talineses enviaron a un espía a su casa que escuchó el nombre de Olev en una canción que cantaba su esposa. Esperaron a que el extranjero terminase la construcción y cuando este estaba poniendo la cruz sobre la torre le gritaron desde abajo, Olev la cruz está torcida, este se asustó y cayó al suelo saliendo de su boca un sapo y una culebra, lo que denotaba la posesión demoniaca de este hombre. Este hecho se encuentra reflejado en una pintura mural de un de los laterales de la iglesia.